# オール・プラチナム・レコード
オール・プラチナム・レコード（All Platinum Records）は、アメリカのレコード会社。シルビア・ロビンソンとジョー・ロビンソンの夫妻によって、1967年に創設された。70年にはモーメンツの「ラブ・オン・ア・トゥー・ウェイ・ストリート」がヒット。73年には、シルビアの「ピロー・トーク」（ヴァイブレイション・レコードから発表）がチャートを上昇した。ほかにホワット・ノウツ、リンダ・ジョーンズ、シャーリー&カンパニーなどの楽曲もリリースしている。

## 所属したアーティスト
- Dave "Baby" Cortez
- Donnie Elbert
- Chuck Jackson
- Linda Jones
- Ray, Goodman & Brown|The Moments
- The Whatnauts
- Sylvia Robinson|Sylvia
- The Rimshots
- Shirley & Company
- Brother To Brother
- Hank Ballard
- Lonnie Youngblood
- Willie & The Mighty Magnificents